# Rosa Castelltort
Rosa Castelltort Vila (Barcelona, España, 11 de mayo de 1910 - id, 20 de marzo de 2009) fue una pionera del atletismo femenino español. Durante los años 1930 fue campeona y plusmarquista de España en pruebas de velocidad, vallas, salto de altura y longitud.

## Biografía
La influencia de su primo, el campeón de España de marcha Román Castelltort, la llevó a interesarse por la práctica deportiva, junto a sus hermanas —María Dolores, Carmen y Mercedes— y su prima —María Mercedes—, siendo pioneras en el deporte femenino español.
Fue socia y dirigente del Club Femení i d'Esports, donde desarrolló una corta pero exitosa carrera atlética. En 1931 pudo participar en el Campeonato de España de atletismo al aire libre, que por primera vez se abría a las pruebas femeninas. Castelltort se proclamó campeona de España de los 80 m y los 150 m, así como subcampeona en el salto de altura y de longitud, por detrás de su hermana Dolores. Fue además campeona de España de relevos 4x75 m con el equipo de Cataluña, que también integraban su prima y su hermana. Ese mismo año fue también campeona de Cataluña de los 80 m, salto de longitud y altura.
En 1932 fue la gran triunfadora del campeonato español, al vencer en cinco de las seis pruebas que disputó, logrando además dos plusmarcas. Revalidó los títulos nacionales de los 80 m, los 150 m y de relevos 4x75 m, sumando además el triunfo en los 80 metros vallas y en salto de longitud. Durante estos dos años estableció varios récords de España: en 50 m (7,4 s), 60 m (8,8 s), 80 m (10,5 s), 100 m (13,8 s), 150 m (20,0 s), altura (1,30 m) y longitud (4,60 m).
Al margen del atletismo, Rosa Castelltort también practicó brevemente el baloncesto en el propio Club Femení, así como el remo y la natación en el Club Natació Barcelona. Una lesión de rodilla en 1932 la alejó de la práctica deportiva, centrándose en su vida familiar.

## Palmarés

### Campeonato de España al aire libre
- 80 m. (2): 1931 y 1932.
- 150 m. (2): 1931 y 1932.
- 80 m. v. (1): 1932.
- Salto de longitud (1): 1932.
- Relevos 4x75 m (2): 1931 y 1932.

### Campeonato de Cataluña al aire libre
- 80 m. (1): 1931.
- Salto de longitud (1): 1931.
- Salto de altura (1): 1931.